# Civitas stipendaria
Una civitas stipendaria, il cui significato era "stato o comunità tributaria", era il tipo più comune di città e comunità locali sotto il governo romano. 
Ogni provincia romana comprendeva numerose comunità di differente status. Insieme alle colonie romane o ai municipia, i cui residenti detenevano la cittadinanza romana o la cittadinanza latina, una provincia era in gran parte costituita da comunità autogovernatesi di nativi (peregrini), distinte tra loro a seconda del livello di autonomia ad esse riconosciuto: le civitates stipendariae erano quelle con il grado di autonomia più basso, dopo le civitates foederatae ("stati alleati") che erano legate a Roma da un trattato formale (foedus), e le civitates liberae ("stati liberi"), a cui erano garantiti specifici privilegi. Le civitates stipendariae erano di gran lunga le più comuni tra le tre — per esempio, nel 70 a.C. in Sicilia vi erano ben 65 città di questo tipo, un numero di gran lunga maggiore alle 5 civitates liberae e alle 2 foederatae — e fornivano la maggior parte delle entrate di una provincia.